# Carl Hewitt

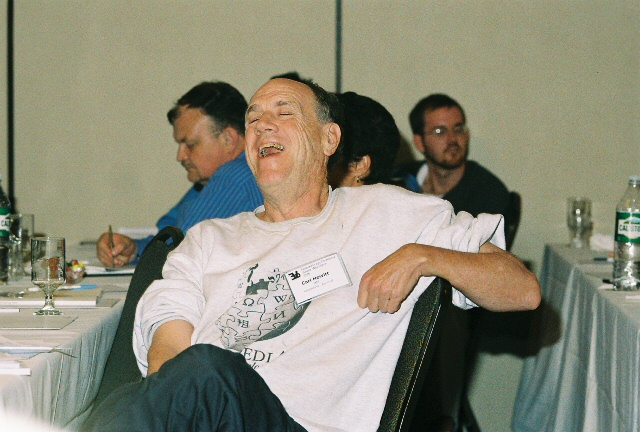
Carl Hewitt auf der Federated Logic Conference 2006

Carl E. Hewitt (* 1944; † 7. Dezember 2022 in Aptos) war Professor der Abteilung für Elektrotechnik und Informatik am Massachusetts Institute of Technology (MIT).
Er wurde bekannt durch die von ihm entwickelte Programmiersprache Planner. Diese war die erste Programmiersprache, die die zielgerichtete Programmierung mittels Assertions und Ausführungsmustern erlaubte. Ebenfalls von ihm entwickelt wurde das Aktoren-Modell im Bereich der parallelen Programmierung. Diese Entwicklung hatte Einfluss auf die Programmiersprache Scheme sowie den Pi-Kalkül und diente als Inspiration für zahlreiche weitere Programmiersprachen. Weitere wissenschaftliche Beiträge lieferte Hewitt im Bereich der offenen Informationssysteme und der Multiagentensysteme.
Carl Hewitt starb im Dezember 2022 in seinem Zuhause in Aptos.

## Ausbildung
Hewitt erhielt seinen Ph.D. 1971 am MIT. Seine Betreuer waren Seymour Papert, Marvin Minsky und Mike Paterson.

## Karriere am MIT
Unter den Doktoratsstudenten, die Hewitt am MIT betreute, waren etwa Gul Agha, Russell Atkinson, Henry Baker, Gerald Barber, Peter Bishop, Gene Ciccarelli, William Clinger, Peter de Jong, Michael Freiling, Irene Greif, Kenneth Kahn, William Kornfeld und Akinori Yonezawa.
Von September 1989 bis August 1990 war Hewitt Visiting Professor am IBM-Chair an der Abteilung für Informatik der Keiō-Universität in Japan.
Während des Universitätsjahres 1999/2000 emeritierte Hewitt von der Universität.